# جوش هال (متسابق يخت)
جوش هال (بالإنجليزية: Josh Hall)‏ هو متسابق يخت بريطاني، ولد في 18 مايو 1962 في إبسوتش في المملكة المتحدة.